# Kefasi Chitsala
Kefasi Kasiteni Chitsala (ur. 24 czerwca 1994 w Lilongwe) – malawijski lekkoatleta specjalizujący się w biegu długodystansowym.
Brał udział w biegu na 5000 metrów na Letnich Igrzyskach Olimpijskich 2016, odpadając w eliminacjach.